# Filota
Filota (in greco antico: Φιλώτας?, Philòtas; prima metà del IV secolo a.C. – Drangiana, ottobre 330 a.C.), figlio maggiore di Parmenione e comandante della cavalleria di Alessandro Magno.

## Biografia
Quando Alessandro divenne re di Macedonia (336 a.C.), promosse Filota da comandante di uno squadrone di cavalleria a comandante degli Eteri, il corpo della cavalleria macedone che fungeva anche da guardia del corpo del re. Prese parte alla campagna balcanica del 335 a.C. contro i popoli che confinavano a nord con la Macedonia.
Filota, pur essendo un ufficiale capace, venne spesso percepito come arrogante e pomposo, quindi fu spesso al centro di conflitti, che alla fine gli fecero perdere il favore del re.
Verso la fine del 330 a.C. Filota fu accusato di aver preso parte ad una congiura ordita dai soldati stanziati in Drangiana ai danni di Alessandro; fra i suoi accusatori c'era anche suo cognato Ceno. Filota fu imprigionato e processato, per poi venire torturato al fine di individuare gli altri cospiratori; fu giustiziato lo stesso anno, e poco tempo dopo anche il padre, sebbene non avesse preso parte alla congiura, venne ucciso da sicari mandati da Alessandro.

## Nella cultura di massa
- La storia di Filota venne drammatizzata nel 1604 dal poeta e sceneggiatore inglese Samuel Daniel.
- Anche il critico tedesco Gotthold Ephraim Lessing adattò la storia nell'opera teatrale Filota del 1759.
- Nel film Alexander (2004), Filota viene interpretato da Joseph Morgan.